# Serie A 1951-1952 (pallacanestro maschile)
La Serie A 1951-1952 è stata la trentesima edizione del massimo campionato italiano di pallacanestro.
Le squadre di Serie A vengono ridotte: da 14 a 12, che si incontrano in un girone all'italiana con partite d'andata e ritorno. Le ultime due retrocedono, la prima in classifica vince lo scudetto. La Borletti Milano vince il terzo campionato consecutivo, il settimo della sua storia. Alle sue spalle, Ginnastica Roma e Virtus Bologna si scambiano la posizione rispetto alla stagione precedente: 3° i laziali, 2° gli emiliani.

## Classifica
|  |     | Classifica finale 1951-1952   | Pt | G  | V  | N | P  | PtF  | PtS  |
|  | --- | ----------------------------- | -- | -- | -- | - | -- | ---- | ---- |
|  | 1.  | Borletti Olimpia Milano       | 37 | 22 | 18 | 1 | 3  | 1150 | 888  |
|  | 2.  | Virtus Bologna                | 34 | 22 | 17 | 0 | 5  | 1031 | 876  |
|  | 3.  | Ginnastica Roma               | 28 | 22 | 13 | 2 | 7  | 1116 | 988  |
|  | 4.  | Pallacanestro Varese          | 23 | 22 | 11 | 1 | 10 | 907  | 903  |
|  | 5.  | Victoria Libertas Pesaro      | 21 | 22 | 10 | 1 | 11 | 798  | 848  |
|  | 6.  | Itala Gradisca                | 20 | 22 | 10 | 0 | 12 | 887  | 907  |
|  | 7.  | Gira Bologna                  | 20 | 22 | 10 | 0 | 12 | 885  | 933  |
|  | 8.  | Pallacanestro Gallaratese     | 17 | 22 | 8  | 1 | 13 | 761  | 843  |
|  | 9.  | Reyer Venezia                 | 17 | 22 | 8  | 1 | 13 | 801  | 895  |
|  | 10. | Ginnastica Triestina          | 16 | 22 | 7  | 2 | 13 | 1086 | 1130 |
|  | 11. | Dop.Officine Esercito Bologna | 16 | 22 | 8  | 0 | 14 | 795  | 917  |
|  | 12. | Pallacanestro Pavia           | 15 | 22 | 7  | 1 | 14 | 826  | 913  |

## Risultati
| Risultati                 | BM    | PG    | GR    | GT    | GB    | IG    | OB    | PP    | PV    | RV    | VP    | VB    |
| ------------------------- | ----- | ----- | ----- | ----- | ----- | ----- | ----- | ----- | ----- | ----- | ----- | ----- |
| Borletti Milano           |       | 61-42 | 60-49 | 63-44 | 54-34 | 32-29 | 68-29 | 47-26 | 43-38 | 62-25 | 53-32 | 64-52 |
| Pallacanestro Gallaratese | 34-32 |       | 34-39 | 32-39 | 32-39 | 44-39 | 39-31 | 39-34 | 20-21 | 24-20 | 29-27 | 19-22 |
| Ginnastica Roma           | 54-60 | 62-45 |       | 70-70 | 60-54 | 45-38 | 57-43 | 57-33 | 54-45 | 70-48 | 52-38 | 54-48 |
| Ginnastica Triestina      | 59-69 | 50-43 | 48-53 |       | 62-54 | 31-39 | 73-50 | 65-56 | 56-63 | 46-40 | 61-49 | 43-48 |
| Gira Bologna              | 43-54 | 40-27 | 43-46 | 46-33 |       | 47-42 | 36-31 | 35-33 | 53-46 | 44-40 | 41-36 | 32-36 |
| Itala Gradisca            | 50-48 | 45-47 | 41-79 | 65-43 | 27-36 |       | 31-25 | 45-31 | 57-49 | 44-30 | 57-31 | 50-46 |
| OARE Bologna              | 29-48 | 47-33 | 36-32 | 43-39 | 41-31 | 35-43 |       | 41-36 | 41-44 | 35-29 | 33-41 | 32-42 |
| Pallacanestro Pavia       | 45-59 | 35-35 | 36-35 | 47-46 | 63-37 | 52-29 | 31-28 |       | 33-31 | 41-48 | 33-30 | 37-38 |
| Pallacanestro Varese      | 46-51 | 48-44 | 30-30 | 60-51 | 45-37 | 34-22 | 36-35 | 44-27 |       | 52-37 | 22-34 | 48-37 |
| Reyer Venezia             | 38-38 | 33-41 | 52-45 | 36-34 | 38-36 | 48-30 | 42-45 | 33-25 | 47-36 |       | 30-32 | 36-33 |
| Victoria Pesaro           | 41-49 | 39-25 | 37-31 | 35-35 | 41-32 | 38-34 | 25-26 | 37-33 | 36-23 | 32-31 |       | 40-44 |
| Virtus Bologna            | 49-35 | 40-33 | 49-41 | 69-58 | 48-37 | 36-26 | 62-39 | 54-39 | 58-46 | 46-20 | 74-47 |       |

## Spareggio retrocessione
| Venezia 20 maggio 1952 | Ginnastica Triestina | 56 – 34 | OARE Bologna |  |

## Verdetti
- Campione d'Italia:  Olimpia Borletti Milano

Formazione: Benanuz, Sandro Gamba, Giovanni Miliani, Enrico Pagani, Reina, Romeo Romanutti, Cesare Rubini, Giuseppe Sforza, Sergio Stefanini, Valsecchi. Allenatore: Cesare Rubini.
- Retrocessioni in Serie B: OARE Bologna e Pallacanestro Pavia.